# Empire Falls - Le cascate del cuore
Empire Falls - Le cascate del cuore è una miniserie TV del 2005, divisa in due parti e diretta Fred Schepisi, adattamento televisivo del romanzo premio Pulitzer di Richard Russo Il declino dell'impero Whiting.

## Trama
Empire Falls è una piccola cittadina del Maine, ormai decadente dopo gli sperperi finanziari della potente famiglia Whiting, proprietaria di mezza città. A Empire Falls vive da sempre Miles Roby, gestore della tavola calda "Empire Grill", proprio attraverso i suoi occhi si districano le vicende degli altri personaggi, la sua ex-moglie Janine, sua figlia Tick alle prese con l'ex-fidanzato Zack, il fratello David e l'anziano padre dispotico.